# Tungsram

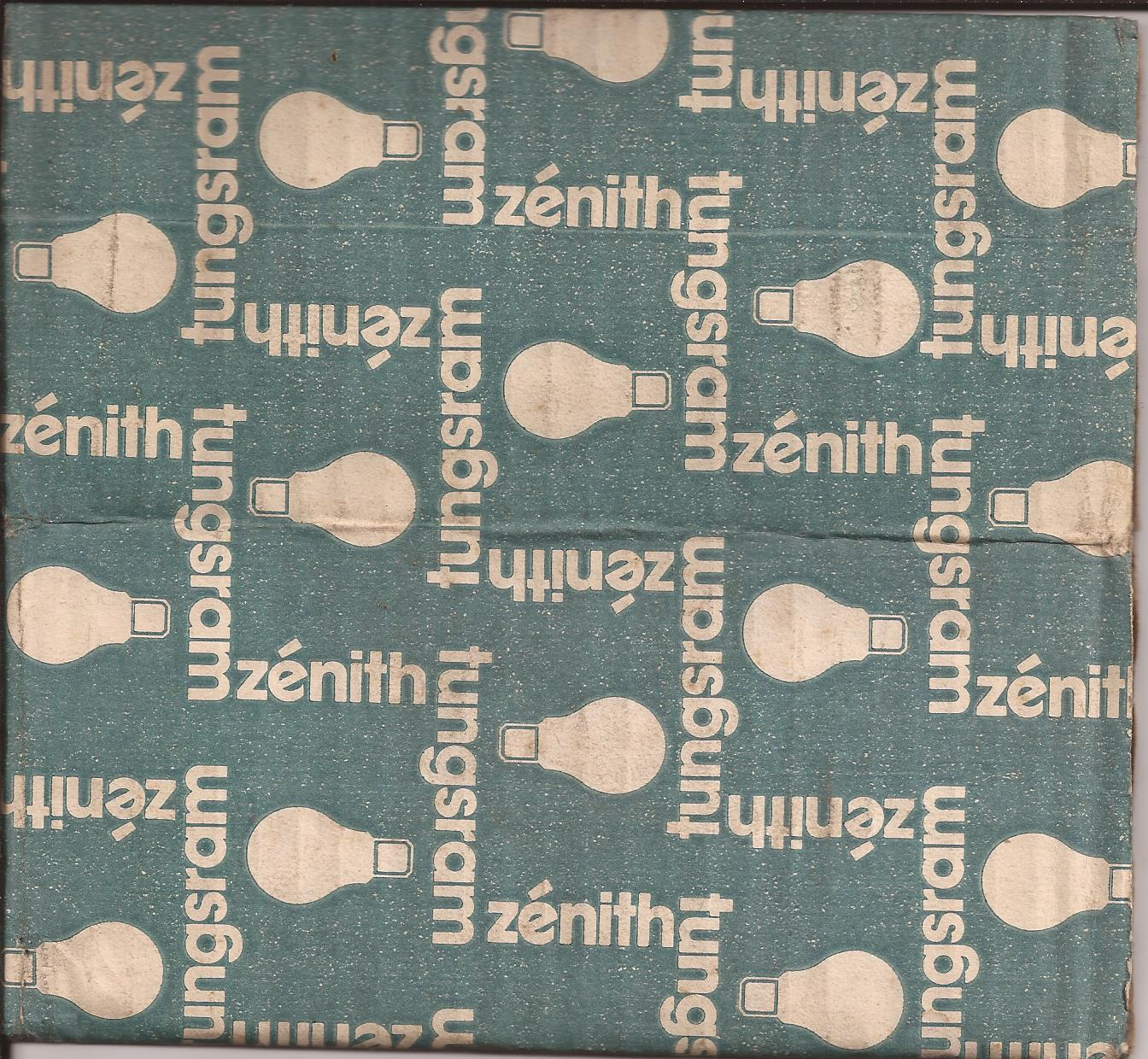
Carton d'emballage d'une ampoule "Zénith" de la marque (année inconnue)

Tungsram est une société hongroise fondée en 1896 et qui produit des ampoules électriques ainsi que des tubes à vide. Le nom vient de la contraction de Tungstène et Wolfram. Ce dernier nom provenant d'un brevet qu'elle obtint pour une ampoule avec un filament de wolfram (tungstène en allemand) en 1903. L'entreprise commence à utiliser l'azote dans ses ampoules en 1911. En 1934, elle annonça le développement de l'ampoule au krypton d'Imre Bródy pour laquelle elle prit un brevet. Le tungstène et le krypton donnent une plus longue vie aux ampoules électriques.
Tungsram créa le premier laboratoire de recherche industrielle en Europe en 1922 et elle est connue pour ses recherches dans plusieurs domaines connexes aux tubes à vide. Elle se lance dans la télévision en 1937. Zoltán Lajos Bay y travailla sur un radar à micro-onde utilisé en 1946 pour obtenir des échos revenant de la Lune et, en 1976, la société ouvre une division de recherche et production en lasers. Cette dernière deviendra LASRAM Laser Ltd en 1992.
Tungsram est devenue une filiale de General Electric le 15 novembre 1989, mais le nom est toujours sa marque de commerce.